# Vivescia
 (mai 2019).
Si vous disposez d'ouvrages ou d'articles de référence ou si vous connaissez des sites web de qualité traitant du thème abordé ici, merci de compléter l'article en donnant les références utiles à sa vérifiabilité et en les liant à la section « Notes et références ».
Vivescia est un groupe coopératif céréalier français né en avril 2012 de la fusion des coopératives champenoises Champagne Céréales et Nouricia. Le siège social de cette entreprise est actuellement situé 2 rue Clement Ader à 51100 Reims.
L'activité est fondée sur la collecte et la commercialisation des productions agricoles et sur leurs transformations. La coopérative collecte principalement des céréales.

## Historique
Le 20 décembre 1991, l'UCC (Union Champagne Céréales) donne naissance à la coopérative Champagne Céréales.
En 2001, la fusion entre la CARB (Coopérative Agricole de la Région de Brienne) et la SCARM (Société Coopérative Agricole de la région de Romilly-Méry) donne naissance à la coopérative Nouricia.
Le 2 avril 2012, Vivescia naît de la fusion de Champagne Céréales et Nouricia. Les deux coopératives travaillaient déjà ensemble dans plusieurs sociétés de la holding VIVESCIA Industries (Malteurop, Grands Moulins de Paris, Délifrance, Kalizea, Aliane (ex Nealia (ex Nestal)) et ARD),.

## Domaines d'activités
Le Groupe Vivescia est spécialiste de la production et de la transformation des céréales.

### Métiers de l'agriculture
Avec 1 million d'hectares cultivés et 4,2 millions de tonnes collectées, Vivescia est le premier collecteur de céréales en France. L'activité agriculture de Vivescia représente notamment 6 % des tonnages français et 20 % en ce qui concerne l'orge de brasserie.

#### Semences
Vivescia produit et approvisionne les agriculteurs en semences hybrides et autogames. Le Groupe est leader français de la production de semences certifiées avec 20 % du marché national.

#### Logistique
La réception, le nettoyage, le stockage et l'expédition des céréales se font dans les 270 points de collecte du Groupe, dont 240 silos. Le Groupe s'occupe également de la logistique des engrais, des semences et des aliments du bétail.

#### Commerce des grains
La commercialisation des grains se fait grâce à la valorisation des productions collectées auprès d'industries de transformation.

#### Viticulture
Vivescia approvisionne les viticulteurs, les vignerons et les maisons de Champagne, via son entreprise de négoce Compas.

#### Agrofournitures
Le Groupe approvisionne les agriculteurs en produits de santé végétale, engrais, solutions azotées, via son entreprise SeVeal et la plateforme d'achats Agrihub.

### Métiers de la transformation
Vivescia est l'actionnaire majoritaire de Vivescia Industries, groupe de transformation industrielle des productions agricoles.

#### Meunerie - Boulangerie
Nutrixo, entreprise du Groupe, est le leader français de la meunerie. C'est également un des leaders européens de la production et de la commercialisation de produits surgelés pour les boulangeries, pâtisseries, viennoiseries et traiteurs à destination des professionnels du métier.
À travers son pôle meunerie-boulangerie, Vivescia a un accès direct aux consommateurs, notamment avec ses marques Francine, Campaillette, Copaline ou encore Délifrance, à l'international.

#### Malterie
Spécialiste de la filière orge-malt-bière, Malteurop, est un leader mondial du malt. À travers Vivescia Industries et Malteurop, Vivescia produit également des ingrédients et des extraits à base de malt, destinés à une large palette de clients et d'utilisateurs.

#### Maïserie
2e maïsier européen, Kalizea, entreprise du Groupe, transforme le maïs en semoules, en farines premières et secondes mais également en huiles et autres produits issus de l'extraction du germe.

#### Nutrition animale
NEALIA est une entreprise spécialiste de la nutrition animale présente sur le grand quart Nord-Est de la France. Elle s'attache à apporter aux éleveurs des solutions expertes en nutrition (bovins, ovins, porcins, volailles, équins et animaux de basse-cour) et à les accompagner dans la conduite strategique de leurs exploitations intégrant le triple point de vue zootechnique, économique et social.
Pleinement intégrée au tissu des coopératives régionales, NEALIA est une entreprise de VIVESCIA Industries, associée aux coopératives actionnaires EMC2 et
LUZEAL.